# Parma (província)
A província de Parma é uma província italiana da região da Emília-Romanha com cerca de 384.989 habitantes, densidade de 112 hab/km². Está dividida em 47 comunas, sendo a capital Parma.
Faz fronteira a norte com a Lombardia (província de Cremona e província de Mântua), a este com a província de Reggio Emilia, a sul com a Toscana (província de Massa-Carrara) e com a Ligúria (Província da Spezia e província de Génova) e a oeste com a Província de Placência.